# 多摩放射線技師連合会
多摩放射線技師連合会（たまほうしゃせんぎしれんごうかい、略称：多摩放技（たまほうぎ）、英称：Tama Association of Radiological Technologists、英略称：TART）は、東京都多摩地区の病院施設に勤務、または居住する診療放射線技師の集まり。相互の学術研鑽と親睦を目的とした画像研究会、レクリエーション大会・親睦会、総会・学会等を開催している。

## 歴史
- 昭和35年9月15日、立川市立川温泉にて多摩放射線技師連合会の前身となる都下エックス線技師連合会の創立総会を開催し、初代会長として小泉芳雄が就任。昭和43年12月1日、立川市立川共済病院高等准看護学院にて第8回総会・学会を開催し、診療放射線技師の区分が新設されたことに伴い多摩放射線技師連合会と現在の名称に改めた。

## 入会資格
- 東京都多摩地区に勤務または居住する診療放射線技師及び診療エックス線技師

## 歴代会長
- 初代会長：小泉芳雄(昭和35年9月15日～)
- 第二代会長：佐藤喜代治（昭和43年12月1日～）
- 第三代会長：森田正市（昭和49年12月1日～）
- 第四代会長：長尾良蔵（昭和52年11月27日～）
- 第五代会長：笠原和夫（昭和56年12月6日～）
- 第六代会長：新井彦孝（昭和58年12月4日～）
- 第七代会長：二階堂武照（昭和61年12月6日～）
- 第八代会長：南部一夫（平成8年12月7日～）
- 第九代会長：竹中輝和（平成12年11月25日～）
- 第十代会長：市川重司（平成16年11月27日～）

## 学術研究会
- 多摩画像研究会
- 多摩消化管研究会
- 多摩乳腺研究会
- 多摩放射線治療研究会

## リンク
- 多摩放射線技師連合会